# コズミックイプシロン
『コズミックイプシロン』（COSMIC EPSILON）は、1989年11月24日にアスミック（後のアスミック・エース）から発売された、ファミリーコンピュータ専用のゲームソフトである。ファミコン3Dシステムに対応している。

## 概要
地球が何者かによって乗っ取られ、破滅に危機に直面している。そこに、あるロボットが立ち向かう。

## ステージ構成
（　）内はボス名
1. 地球上（輸送戦艦ズガイヘッド）
2. 地球近辺の宇宙空間（母艦カイ・ア・コア）
3. 惑星アクエリアス（生物兵器ゼライム）
4. 惑星アクエリアス・海上（要塞ギラ・マンサ）
5. 惑星アクエリアス・衛星軌道上（触手メカブラコ）
6. 惑星テクノス（要塞オクタトル）
7. 宇宙空間 （門番ロボットバトルギア）
8. 戦闘衛星アーリア（アーリアの炉心）

## 音楽
テーマソング
- 「Parachute Limit」
作詞：あさくらせいら／作・編曲：松浦雅也／歌：PSY・S
1面のBGMとして使用されている。

## スタッフ
- メイン・プログラマー：Kazenoofuu
- サブ・プログラマー：Alice
- メイン・デザイナー：Wozl
- サブ・デザイナー：Gell Gee
- サウンド・音楽：Endooo
- スペシャル・サンクス：Rzv Dna

## 評価
ゲーム誌『ファミコン通信』の「クロスレビュー」では合計24点（満40点）、『ファミリーコンピュータMagazine』の読者投票による「ゲーム通信簿」での評価は以下の通りとなっており、18.35点（満30点）となっている。同誌1991年5月10日号特別付録の「ファミコンロムカセット オールカタログ」では、「大容量でスムーズなスクロール、細かな動きを表現している」と紹介されている。
| 項目 | キャラクタ | 音楽 | 操作性 | 熱中度 | お買得度 | オリジナリティ | 総合  |
| 得点 | 3.20       | 3.03 | 3.10   | 2.99   | 2.91     | 3.12           | 18.35 |